# 奥弗顿之窗

特雷维尼奥频谱下奥弗顿之窗的概念示意图

奥弗顿之窗是有关一段時間內大多数人在政治上可以接受的政策範圍的一种理论。奥弗顿之窗以其发现者，约瑟夫·奥弗顿命名。奥弗顿最早的想法是，一個政策的政治可行性主要取決於它是否在這個範圍內，而不是政客的個人偏好。奥弗顿认为这个窗口构成了政客在不走极端且考虑舆论情形下可以推行的政策的大致范围。

## 概论
奥弗顿最早描述了政府干预方面从“更多自由”至“更少自由”的垂直频谱，以免陷入左右频谱的争论中。随着频谱的移动或扩展，某一位置思想的政治接受度也会随之变化。奥弗顿死后，他在麦基诺公共政策中心的同事约瑟夫·雷曼（Joseph Lehman）扩展了这一理论，并且以奥弗顿之窗命名了相关理论。
政治评论家约书亚·特雷维尼奥认为公众对某一政策的接受程度大概分为六种：
- 無法想像的（Unthinkable）
- 激進的（Radical）
- 可接受的（Acceptable）
- 有道理的（Sensible）
- 流行的（Popular）
- 政策級的（Policy）

奥弗顿之窗移动的结果：新的想法从公眾認為无法想象的区域移动至公眾認為有道理的区域。应当注意支持者不必具体說明新想法的益处

奥弗顿之窗是一种识别政府政策可行程度的方法。政客们一般只能在政策级-可接受这个范围内制定政策。而如果想要让奥弗顿之窗向内或向外移动，则需要在大众中形成对应的、新的共识。雷曼认为，“人们对这个理论最常见的误解便是立法者本身在移动奥弗顿之窗。立法者只是检测窗口在哪，并且制定出窗口内的法律。”
雷曼认为，这个理论仅仅是对思想运作方式的一种描述，而非教给他人如何制定大众能接受的极端政策。在接受《纽约时报》的采访时，他提到：“这个理论只是解释了思想的运作方式，就像引力解释为什么事物向下掉一般，与善恶无关。就像，我可以利用引力往你头上扔个鐵砧，也可以利用引力在你溺水的时候往你头上扔个救生圈。”然而，自从该理论被推广后，越来越多的人试图利用自己的影响力以退为进地移动窗口以使边缘思想被接受。
1998年，诺姆·乔姆斯基提到：
让民众保持被動和服从的最明智的方法莫过于嚴格限制可接受意見的範圍，但允許在該範圍內進行非常熱烈的辯論，甚至鼓勵在該範圍內提出更批判和持不同意見的觀點。這給人一種自由思考在進行的感覺，但其实系統的預設在辯論範圍的限制下一直得到加強。
一些评论家已针对此概念提出了“穿过奥弗顿之窗”这一说法，用来描述突然变得非常知名但还未被真正引为法律或政策的思想。

## 扩展阅读
- Pilgrim, Mark. . Dive into Mark. 2006-08-23  [2020-09-28]. （原始内容存档于2011-07-18）.
- Lehman, Joseph G. . Mackinac Center for Public Policy. 2010-04-08  [2020-09-28]. （原始内容存档于2015-11-16）.
- Astor, Maggie. . The New York Times. 2019-02-26  [2020-09-28]. （原始内容存档于2021-03-08）.